# Albers (achternaam)
Albers is een achternaam, met als variant Alberts. De naam verwijst naar de zoon van iemand met de voornaam Albert.

## Voorkomen
Momenteel komt de naam Albers voor in diverse landen over de hele wereld, zoals: Australië, Canada, Frankrijk, Duitsland en Nederland. De meeste dragers van deze familienaam wonen in Duitsland en Nederland. Enkele gegevens zijn:
Albers
- 5.262 dragers van de naam Albers (2007), in heel het land voorkomend.[1]
- 255 dragers van de naam Albers (1998), komt enkel op sommige plaatsen voor, bijna uitsluitend in Vlaanderen.[2]

Alberts
- 3.622 dragers van de naam Alberts (2007), grootste groep in het noordoosten.
- 71 dragers van de naam Alberts (1998), komt enkel op sommige plaatsen voor, bijna uitsluitend in Vlaanderen.

## Bekende mensen met de naam Albers
- Alphonse Emile Albers Pistorius (1878-1944), Nederlandse politicus
- Christijan Albers (1979), Nederlands coureur
- Eef Albers, Nederlands gitarist en componist
- François Albers (1842-1913), Nederlandse ondernemer
- Frank Albers (1960), Belgische schrijver en filosoof
- Frans Albers Pistorius (1913-1981), Nederlandse jurist en burgemeester
- Hans Albers (1891-1960), Duits acteur en zanger
- Heinrich Christian Albers, Duits wiskundige en cartograaf
- Henk Albers (1927-1987), Nederlandse striptekenaar
- Henri Albers (1866-1926), Nederlandse acteur en zanger
- Isabel Albers (1971), Belgische journaliste
- Jan Albers (1952), Nederlands hockeyer
- Josef Albers (1888-1976), Duits kunstenaar
- Ken Albers (1924-2007), Amerikaans zanger
- Robin Albers (1956), Nederlandse presentator, dj en producer
- Ton Albers (1923-2017), Nederlands kunstenaar
- Willy Albers Pistorius-Fokkelman (1919-2010), Nederlandse beeldhouwster
- Wim Albers (1920-2009), Nederlandse politicus